# 東涌西站
東西站是港鐵東涌綫一個興建中的重型鐵路地底車站，車站位於新界離島區東涌新市鎮逸東邨附近對出之東涌灣沿岸位置，落成後將會取代東涌站成為東涌綫的終點站。車站連同隧道由布依格-寶嘉聯營承建，於2023年5月正式動工，並預計於2029年12月通車。

## 歷史
基於人口增長放緩，北大嶼山新市鎮發展規劃改變，以及整個東涌西區只發展了逸東邨，東涌人口目標於2004年減少至200,000人，引致東涌西站無法興建，有關建議於2001年度的地鐵年報中刪除。
2009年2月18日，時任運輸及房屋局局長鄭汝樺回應立法會議員質詢時表示，並沒有興建東涌西站的時間表。
2012年，香港政府展開《東涌新市鎮擴展研究》，其後東涌西站於路政署展開的《我們未來的鐵路》中被重新提出。
2014年9月17日，運輸及房屋局公佈《鐵路發展策略2014》，落實興建東涌西站，初步預計於2020年動工，2024年落成通車。而根據2016年12月的造價計算，預算建造成本約187億元。。
2018年3月8日，港鐵行政總裁梁國權於全年業績發佈會中表示，東涌綫延綫（包括東涌東站）的建議書已轉交特區政府考慮。
2020年4月7日，行政長官會同行政會議正式批准港鐵展開東涌綫延綫的詳細規劃及設計，包括東涌西及東涌東兩個車站，並預計於2023年動工、2029年落成通車，初步估算延綫造價為187億港元。
2023年1月10日，行政會議批准興建東涌西以及東涌東站，並預計於同年動工，2029年落成通車。
2023年5月25日，港鐵在東涌東站舉行東涌綫延綫動工典禮，出席嘉賓包括財政司司長陳茂波、運輸及物流局局長林世雄、港鐵主席歐陽伯權等人士出席。

## 車站興建圖集

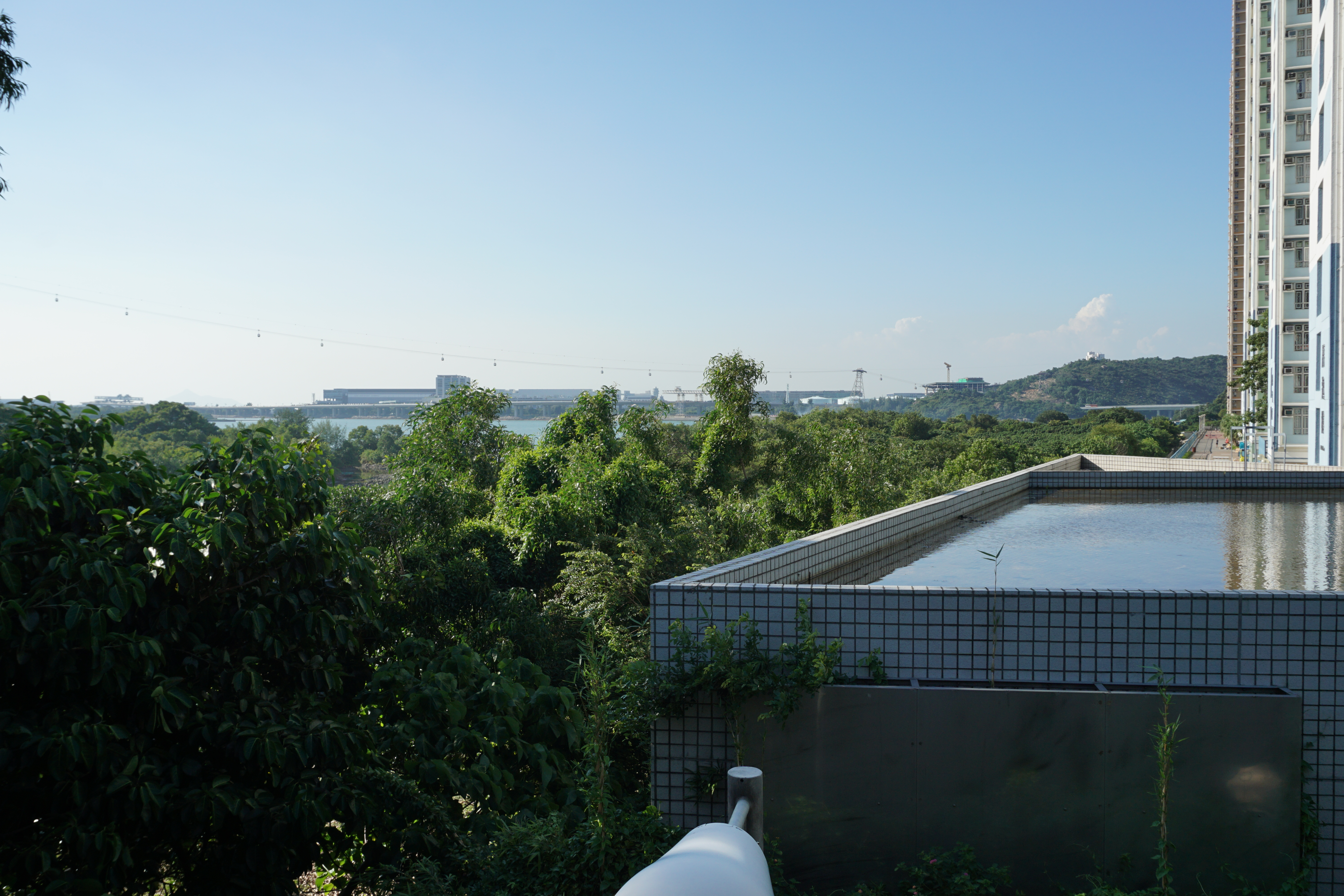
動工前的車站選址（2016年9月）
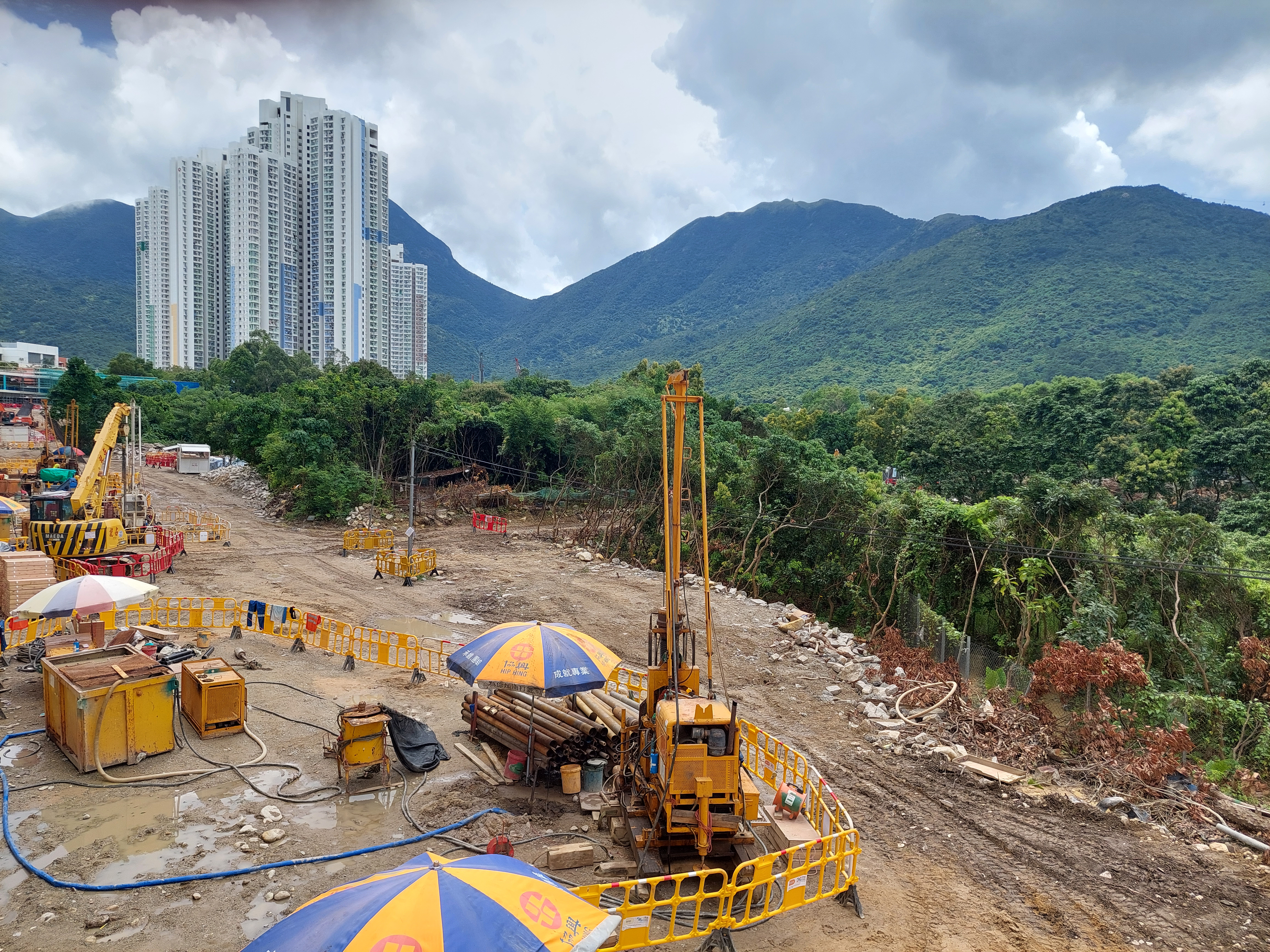
用地完成清理，開始鑽探工作（2023年8月）
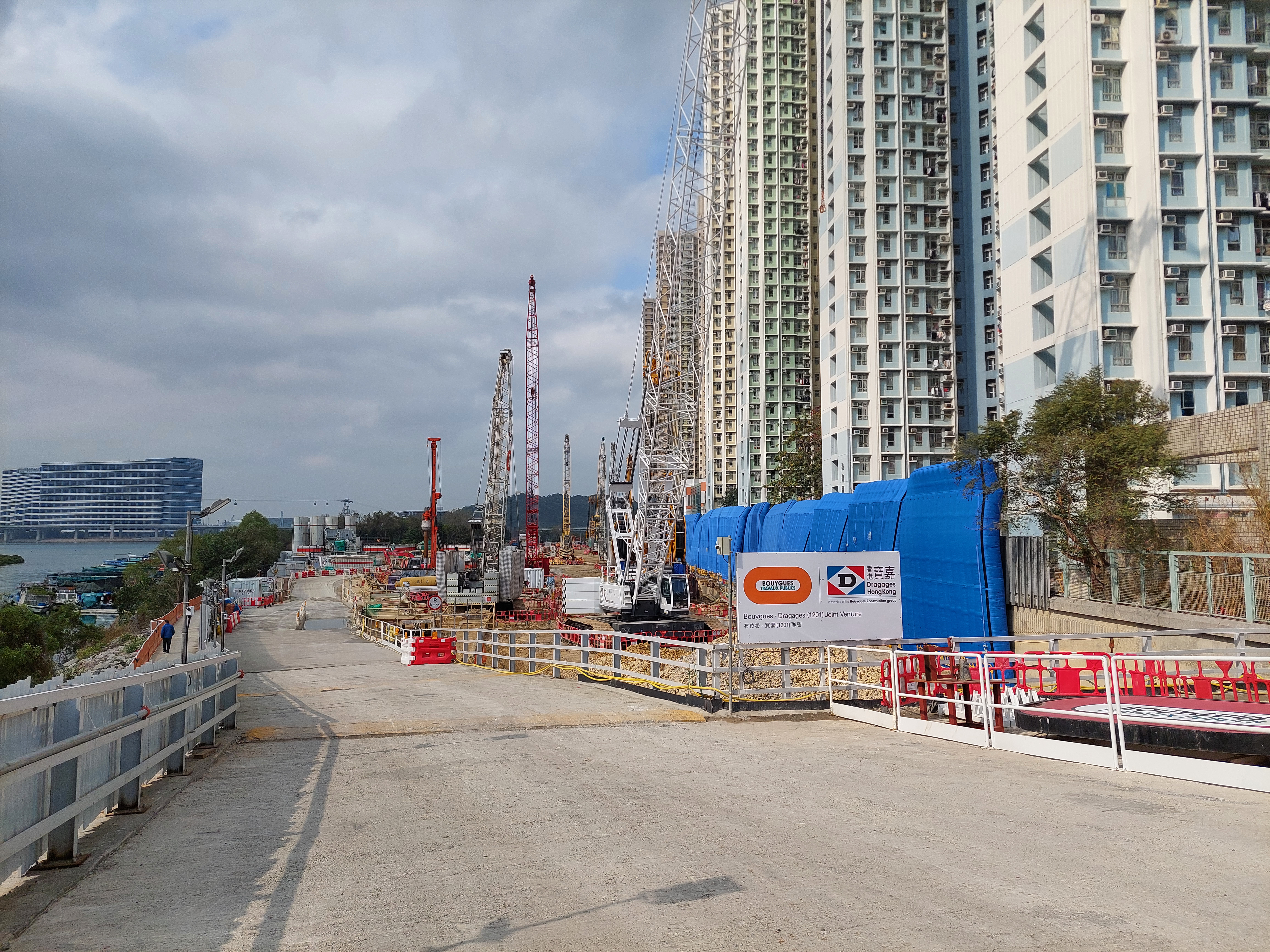
開始興建連續牆（2024年3月）
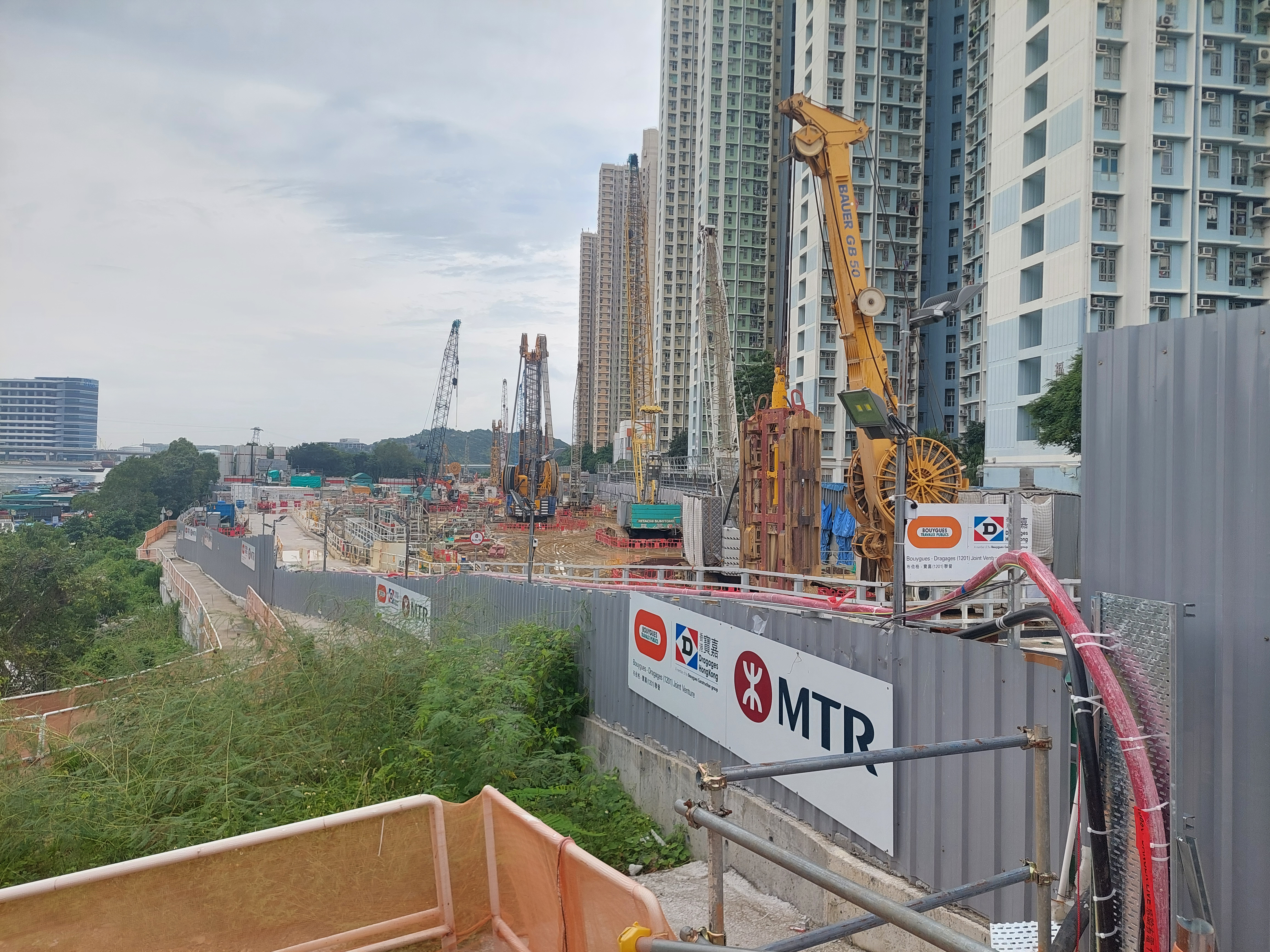
正在興建連續牆（2024年9月）

## 資料來源及註釋
1. 1 2 3  . 香港電台. 2023年2月28日. （原始内容存档于2023年3月4日）.（繁體中文）
2. 1 2  . 香港電台. 2020年4月7日  [2020年4月7日]. （原始内容存档于2020年4月7日）.（繁體中文）
3. 1 2   (PDF). 運輸及房屋局. 2014-09. （原始内容存档 (PDF)于2020-11-16）.
4. ↑  香港特別行政區政府路政署.  (PDF): 36.   [2013-02-23]. （原始内容 (pdf)存档于2020-03-24）.
5. ↑  . 香港電台. 2023-05-25  [2023-05-25]. （原始内容存档于2023-06-02）.
6. ↑  . on.cc東網.   [2020-04-07]. （原始内容存档于2020-04-07） （中文（香港））.
7. ↑  政府無意興建新鐵路站－香港電台中文新聞－2009年2月18日 （页面存档备份，存于），於2009年2月18日存取
8. ↑  . 明報. 2023-01-11  [2023-01-10]. （原始内容存档于2023-03-23）.
9. ↑   (PDF). 港鐵. 2018年3月8日  [2018年3月9日]. （原始内容存档 (PDF)于2020年11月16日）.
10. ↑  . 香港電台. 2020年4月7日  [2020年4月7日]. （原始内容存档于2020年11月16日）.（繁體中文）
11. ↑  . 即時新聞.   [2023-01-10]. （原始内容存档于2023-05-07）.
12. ↑  . 明報. 2023-05-26  [2023-05-27]. （原始内容存档于2023-06-01）.